# Talassa
Talassa là một đô thị thuộc tỉnh Chlef, Algérie. Dân số thời điểm năm 2002 là 10.175 người.